# ギリェルモ・カナス
ギリェルモ・イグナシオ・カナス（Guillermo Ignacio Cañas, 1977年11月25日 - ）は、アルゼンチン・ブエノスアイレス出身の男子プロテニス選手。シングルス自己最高ランキングは8位（2005年6月）。ATPツアーでシングルス7勝、ダブルス2勝を挙げた。「カニャス」の表記も多く見られる。

## 経歴
カナスは同僚選手のギリェルモ・コリアと同じく、アルゼンチン最大の男子テニス選手であるギリェルモ・ビラスにあやかって命名された人である。1995年にプロ入り。1998年から、カナスは男子テニス国別対抗戦デビスカップアルゼンチン代表選手に選ばれた。1999年8月、全米プロテニス選手権でダブルス初優勝。2000年のシーズン中に、カナスは左手首の故障で4ヶ月間を棒に振り、一時は世界ランキングを227位まで落とした。それを乗り越え、2001年4月のハサン2世グランプリの決勝でトミー・ロブレドを破り、シングルス初優勝を果たす。この年は4大大会でも初めての好成績を出し、全仏オープンとウィンブルドン選手権の2大会連続で4回戦に進出した。ウィンブルドンの後、カナスはメルセデス・カップのダブルスでライナー・シュットラーとペアを組み、ダブルス2勝目を挙げている。こうして世界ランキングを15位まで戻したカナスは、男子プロテニス協会の2001年度のカムバック賞を受賞した。
2002年全仏オープンで、カナスはアルベルト・コスタとの準々決勝まで進出し、4大大会の自己最高成績を更新した。この年は1月のチェンナイ・オープンと8月のカナダ・マスターズで年間2勝を記録し、年間獲得賞金も110万ドルを稼いだ。カナスはこうして「年間100万ドル以上を稼いだ最初のアルゼンチン男子テニス選手」になる。しかし、2003年にカナスは再び大きな故障を抱え、3月14日に右手の手術を受けた。中手骨の靱帯損傷を治療した後、9月にツアーへ復帰する。2004年のシーズンには、彼はツアーのシングルスで年間3勝を挙げた。2005年全仏オープンで、カナスは3年ぶり2度目のベスト8進出を果たすが、準々決勝で同じアルゼンチンのマリアノ・プエルタに2-6, 6-3, 6-1, 3-6, 4-6のフルセットで敗れた。
ところが、2005年2月21日にメキシコ・オープンにおいて、カナスが禁止薬物である利尿薬の「ヒドロクロロチアシド」に陽性反応を示したことが発覚する。2005年全仏オープンで2度目のベスト8に進出した直後、このドーピング問題が明らかにされ、カナスは国際テニス連盟から2年間の出場停止処分を受けた。この件はスポーツ仲裁裁判所に持ち出され、カナスの出場停止処分は当初の2年間から9ヶ月短縮されて15ヶ月になった。問題が発覚した2005年6月11日から起算し、15ヶ月後の2006年9月11日に処分が解除された。
カナスはここからツアーに復帰を果たし、2007年からデビスカップアルゼンチン代表にも復帰する。ワールドグループ1回戦で、対オーストリア戦のシングルス2試合に勝利したカナスは、翌週の大会の決勝でフアン・カルロス・フェレーロに勝ち、3年ぶりとなるツアー7勝目を挙げた。3月に入り、カナスはインディアンウェルズ・マスターズとマイアミ・マスターズの2大会連続で世界ランキング1位のロジャー・フェデラーを破る快挙を成し遂げた。マイアミでは決勝まで進出したが、ノバク・ジョコビッチに3-6, 2-6, 4-6のストレートで敗れて準優勝になった。全仏オープンでも2年ぶり3度目のベスト8に進出し、ニコライ・ダビデンコに敗れた。
カナスは2010年に現役を引退した。引退後は指導者として活動しており、ティムラズ・ガバシュビリ、ウェイン・オデスニク、エルネスツ・ガルビスなどのコーチを務めた。

## ATPツアー決勝進出結果

### シングルス: 16回 (7勝9敗)
| 大会グレード                                  |
| グランドスラム (0-0)                          |
| テニス・マスターズ・カップ (0-0)              |
| ATPマスターズシリーズ (1-1)                   |
| ATPインターナショナルシリーズ・ゴールド (1-4) |
| ATPインターナショナルシリーズ (5–4)           |

| サーフェス別タイトル |
| ハード (3–3)         |
| クレー (4-5)         |
| 芝 (0-1)             |
| カーペット (0-0)     |

| 結果   | No. | 決勝日         | 大会               | サーフェス    | 対戦相手                     | スコア                  |
| ------ | --- | -------------- | ------------------ | ------------- | ---------------------------- | ----------------------- |
| 準優勝 | 1.  | 1999年4月26日  | オーランド         | クレー        | マグヌス・ノーマン           | 0–6, 3–6                |
| 優勝   | 1.  | 2001年4月9日   | カサブランカ       | クレー        | トミー・ロブレド             | 7–5, 6–2                |
| 準優勝 | 2.  | 2001年6月25日  | スヘルトーヘンボス | 芝            | レイトン・ヒューイット       | 3–6, 4–6                |
| 準優勝 | 3.  | 2001年7月23日  | シュトゥットガルト | クレー        | グスタボ・クエルテン         | 3–6, 2–6, 4–6           |
| 準優勝 | 4.  | 2001年10月15日 | ウィーン           | ハード (室内) | トミー・ハース               | 2–6, 6–7(6–8), 4–6      |
| 優勝   | 2.  | 2002年1月7日   | チェンナイ         | ハード        | パラドーン・スリチャパン     | 6–4, 7–6(7–2)           |
| 準優勝 | 5.  | 2002年4月15日  | カサブランカ       | クレー        | ユーネス・エル・アイナウイ   | 6–3, 3–6, 2–6           |
| 準優勝 | 6.  | 2002年7月22日  | シュトゥットガルト | クレー        | ミハイル・ユージニー         | 3–6, 6–3, 6–3, 4–6, 4–6 |
| 優勝   | 3.  | 2002年7月29日  | トロント           | ハード        | アンディ・ロディック         | 6–4, 7–5                |
| 優勝   | 4.  | 2004年7月12日  | シュトゥットガルト | クレー        | ガストン・ガウディオ         | 5–7, 6–2, 6–0, 1–6, 6–3 |
| 優勝   | 5.  | 2004年7月19日  | ウマグ             | クレー        | フィリッポ・ボランドリ       | 7–5, 6–3                |
| 優勝   | 6.  | 2004年9月27日  | 上海               | ハード        | ラルス・ブルクスミュラー     | 6–1, 6–0                |
| 準優勝 | 7.  | 2004年10月18日 | ウィーン           | ハード (室内) | フェリシアーノ・ロペス       | 4–6, 6–1, 5–7, 6–3, 5–7 |
| 優勝   | 7.  | 2007年2月12日  | コスタ・ド・サイペ | クレー        | フアン・カルロス・フェレーロ | 7–6(7–4), 6–2           |
| 準優勝 | 8.  | 2007年4月2日   | マイアミ           | ハード        | ノバク・ジョコビッチ         | 3–6, 2–6, 4–6           |
| 準優勝 | 9.  | 2007年4月30日  | バルセロナ         | クレー        | ラファエル・ナダル           | 3–6, 4–6                |

### ダブルス: 2回 (2勝0敗)
| 結果 | No. | 決勝日        | 大会               | サーフェス | パートナー             | 対戦相手                            | スコア           |
| ---- | --- | ------------- | ------------------ | ---------- | ---------------------- | ----------------------------------- | ---------------- |
| 優勝 | 1.  | 1999年8月23日 | ボストン           | ハード     | マルティン・ガルシア   | マリウス・バーナード T.J.ミドルトン | 5–7, 7–6(2), 6–4 |
| 優勝 | 2.  | 2001年7月19日 | シュトゥットガルト | クレー     | ライナー・シュットラー | マイケル・ヒル ジェフ・タランゴ     | 4–6, 7–6(1), 6–4 |

## 4大大会シングルス成績
略語の説明
| W | F | SF | QF | #R | RR | Q# | LQ | A | Z# | PO | G | S | B | NMS | P | NH |

W=優勝, F=準優勝, SF=ベスト4, QF=ベスト8, #R=#回戦敗退, RR=ラウンドロビン敗退, Q#=予選#回戦敗退, LQ=予選敗退, A=大会不参加, Z#=デビスカップ/BJKカップ地域ゾーン, PO=デビスカップ/BJKカッププレーオフ, G=オリンピック金メダル, S=オリンピック銀メダル, B=オリンピック銅メダル, NMS=マスターズシリーズから降格, P=開催延期, NH=開催なし.
| 大会           | 1996 | 1997 | 1998 | 1999 | 2000 | 2001 | 2002 | 2003 | 2004 | 2005 | 2006 | 2007 | 2008 | 2009 | 通算成績 |
| -------------- | ---- | ---- | ---- | ---- | ---- | ---- | ---- | ---- | ---- | ---- | ---- | ---- | ---- | ---- | -------- |
| 全豪オープン   | A    | A    | A    | 1R   | 1R   | 2R   | 3R   | 2R   | 4R   | 4R   | A    | A    | A    | 2R   | 11–8     |
| 全仏オープン   | A    | LQ   | LQ   | 2R   | 1R   | 4R   | QF   | A    | 1R   | QF   | A    | QF   | 1R   | LQ   | 15–8     |
| ウィンブルドン | A    | LQ   | 2R   | 2R   | 1R   | 4R   | 2R   | A    | 1R   | A    | A    | 3R   | 1R   | 2R   | 9–9      |
| 全米オープン   | LQ   | A    | 2R   | 2R   | A    | 2R   | A    | A    | 3R   | A    | A    | 2R   | 1R   | A    | 6–6      |

※: 2005年全仏4回戦の不戦勝は通算成績に含まない